# Sandemars naturreservat
Sandemars naturreservat är ett naturreservat och ett Natura 2000 område i Österhaninge socken i Haninge kommun i Södermanland (Stockholms län). 

## Beskrivning
Reservatet bildades år 1997 och omfattar en totalarea av 390 hektar (varav land 227 ha). Sandemars naturreservat ligger öster och väster om Sandemars slott, själva slottsområdet ingår dock inte. Reservatet är mest känt för det rika fågellivet på strandängarna väster om Sandemars slott och ett område med Södertörns finaste rikkärr i öster. 
Området sträcker sig cirka 3,5 kilometer längs Stockholms inre skärgård, sydväst om Dalarö. Det är artrikt med flera mindre vanliga växtarter som Adam och Eva och Kungsängslilja. Speciellt noterbart är dock de slåttrade rikkärren där den hotade orkidén gulyxne förekommer. De varierande miljöerna skapar också goda förutsättningar för områdets fågelliv. Rastande flyttfåglar på strandängarna och i Svärdsnäsviken gör området välbesökt av fågelskådare under höst och vår. Här finns även ett observationstorn, som underlättar fågelskådningen.
På grund av områdets mångfald av odlingslandskapets naturtyper, däribland vidsträckta havsstrandängar och andra naturbetesmarker bildades 1997 Sandemars naturreservat. Ändamålet med Sandemars naturreservat är att bevara och vårda ett kustnära herrgårdslandskap med dess stora natur-, kultur- och skönhetsvärden samt rika växt- och djurliv. Området utgör riksintresse för naturvård, kulturminnesvård och friluftsliv.

## Bilder

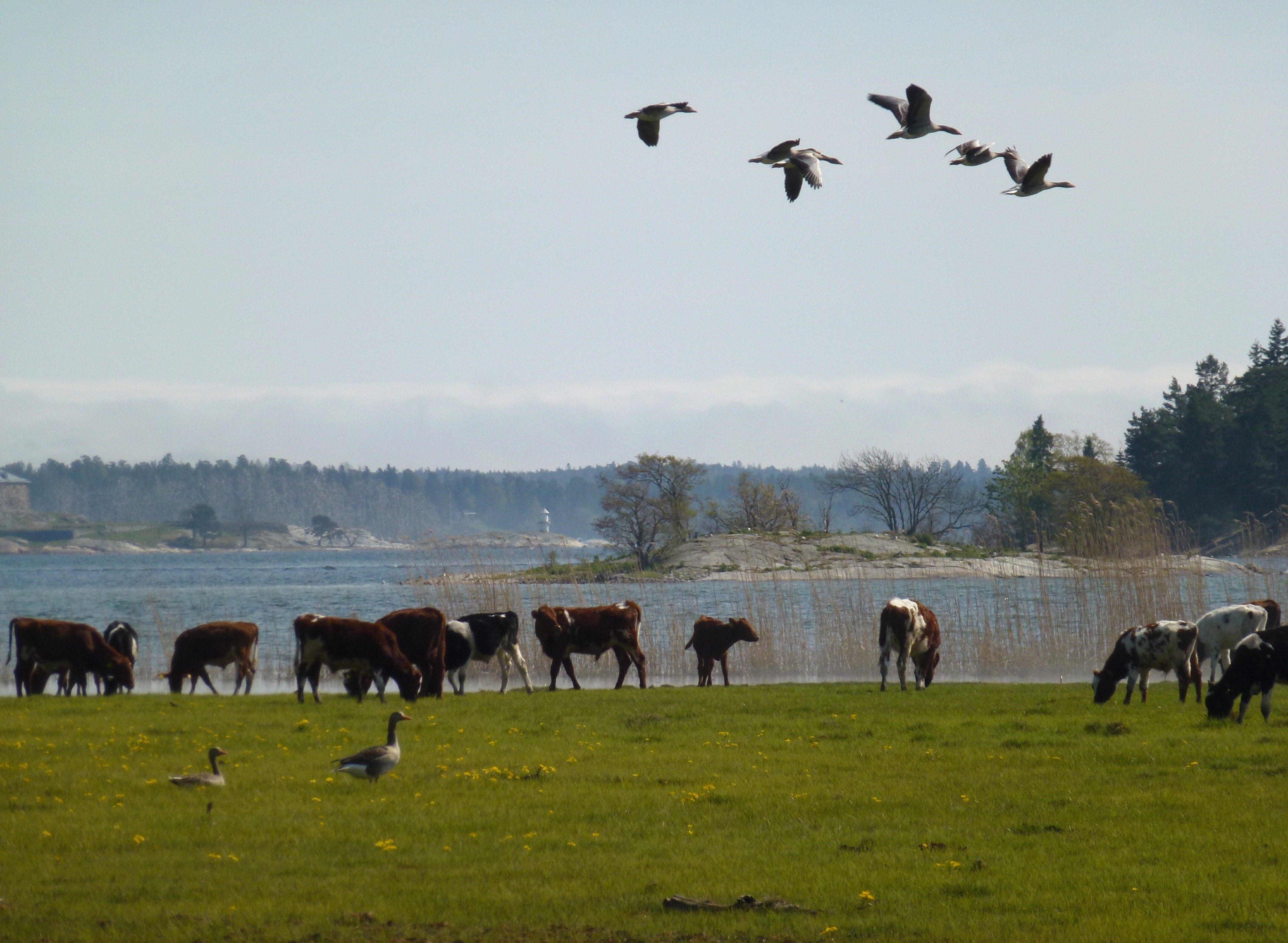
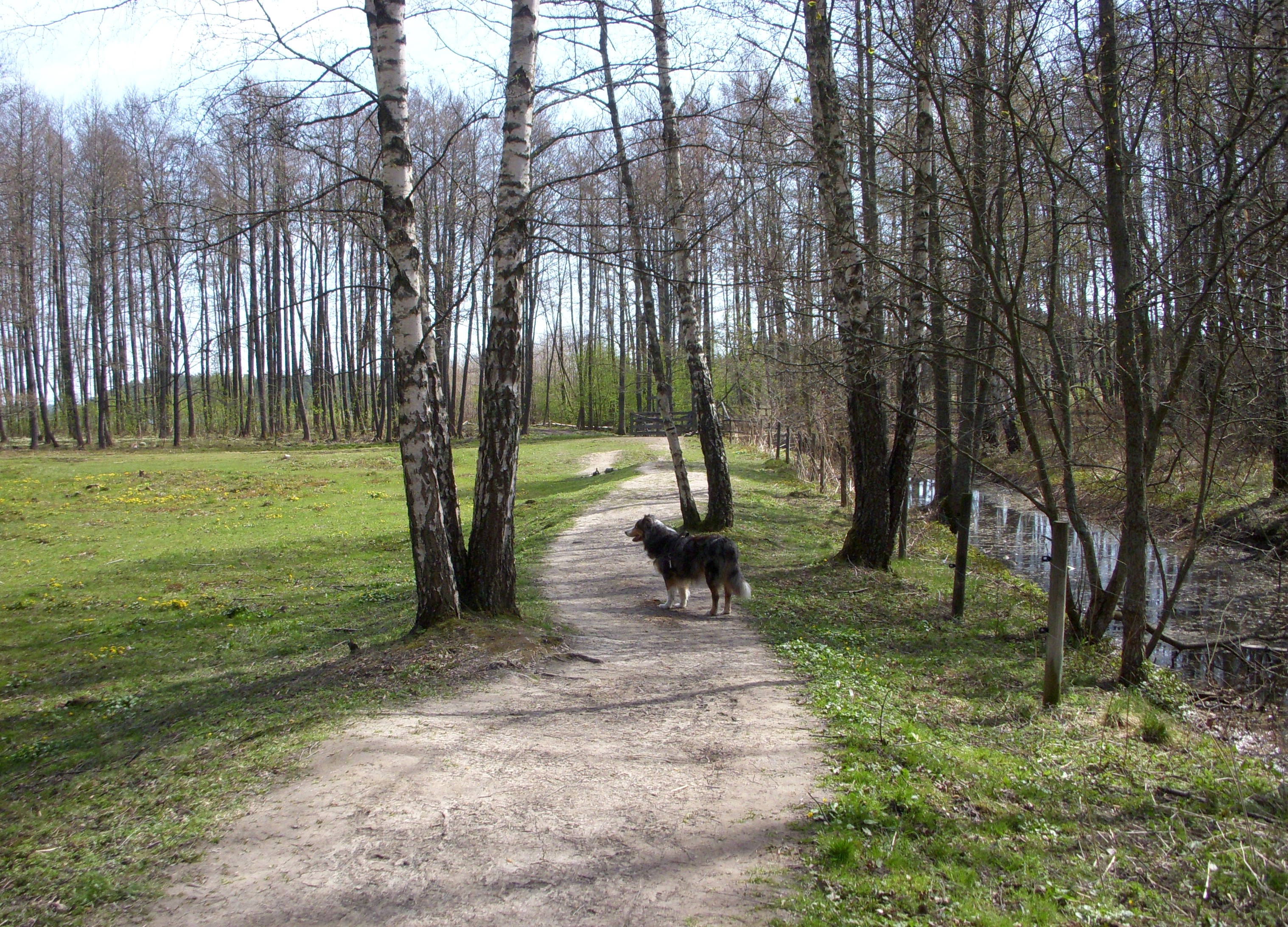
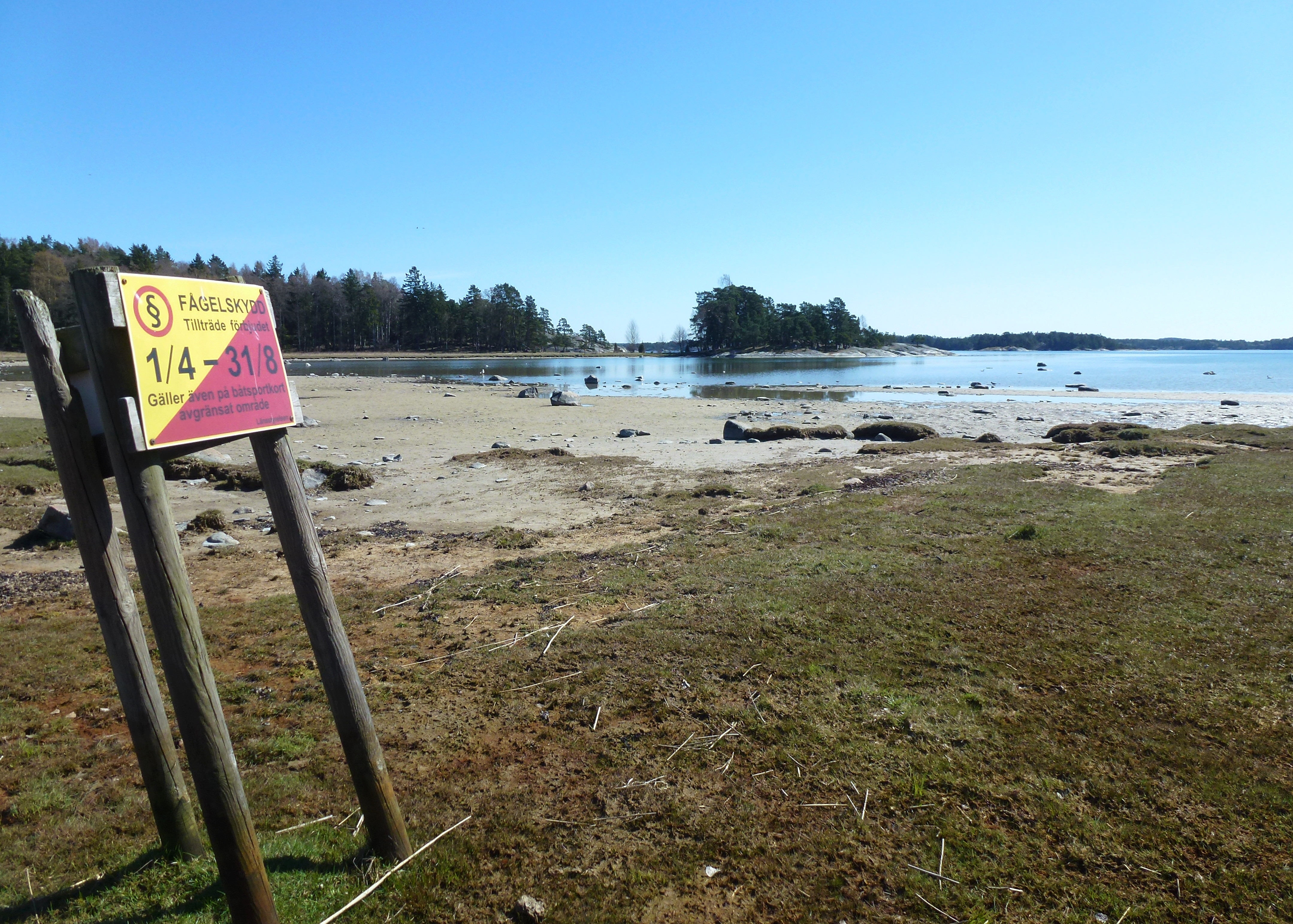
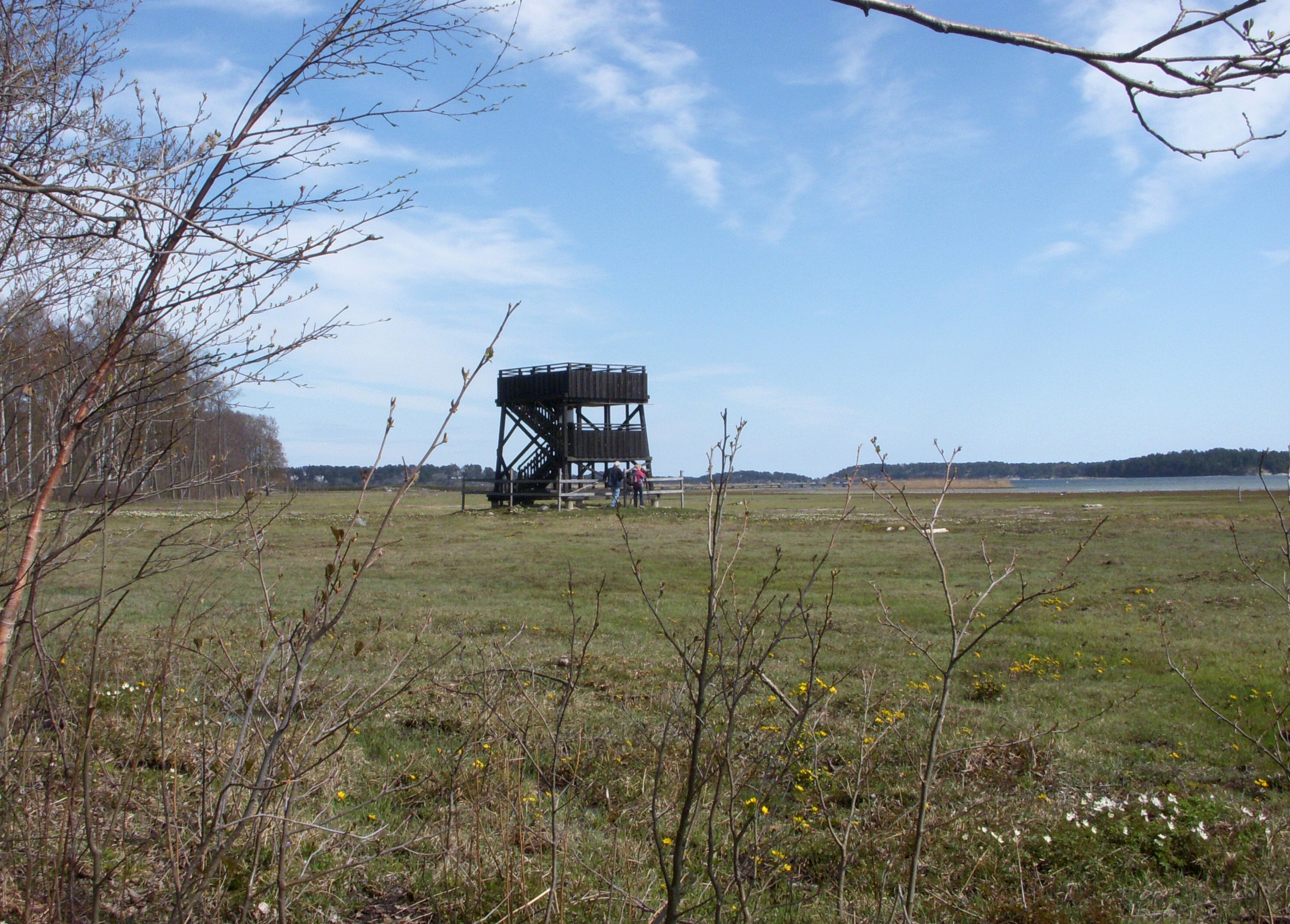
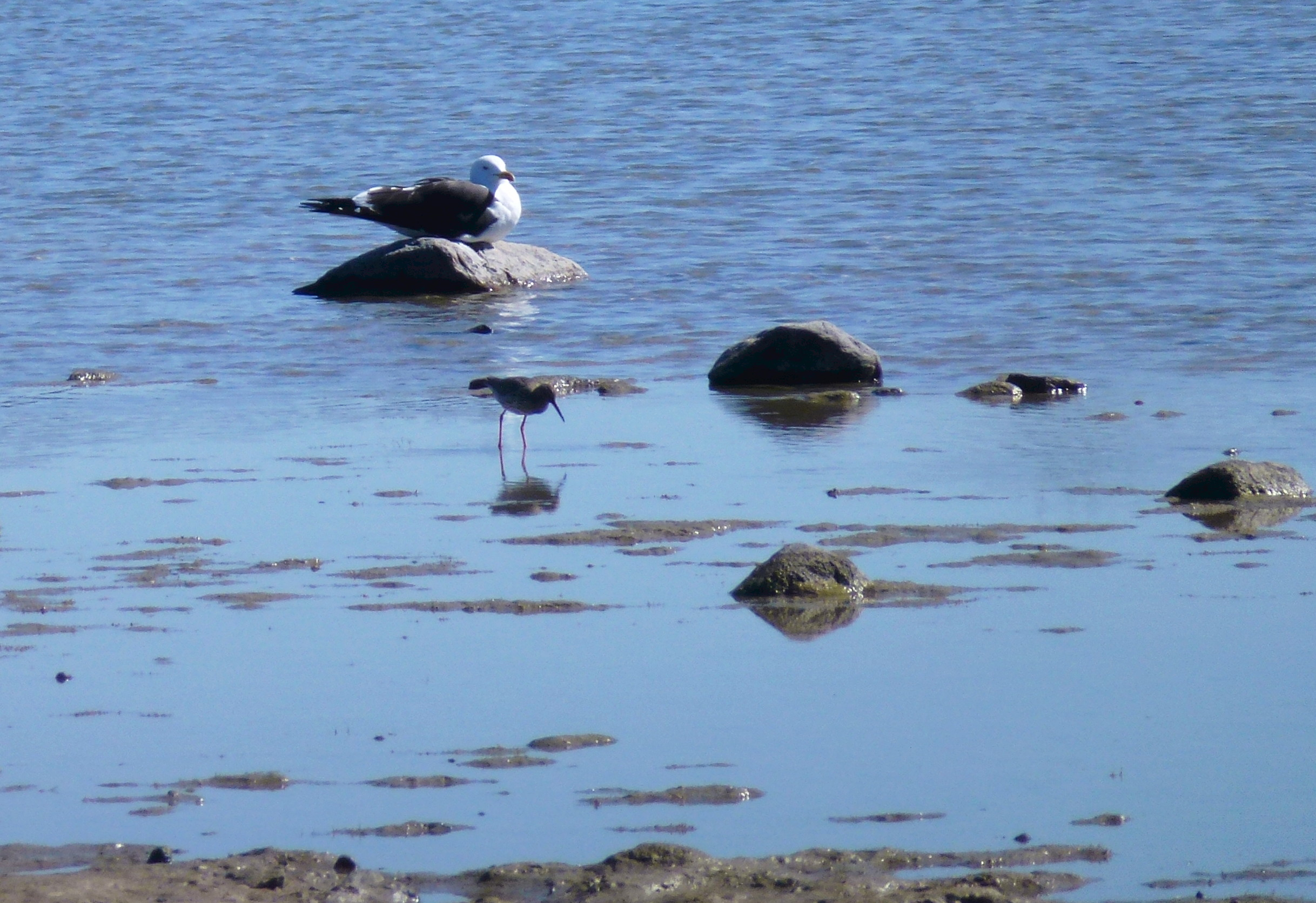
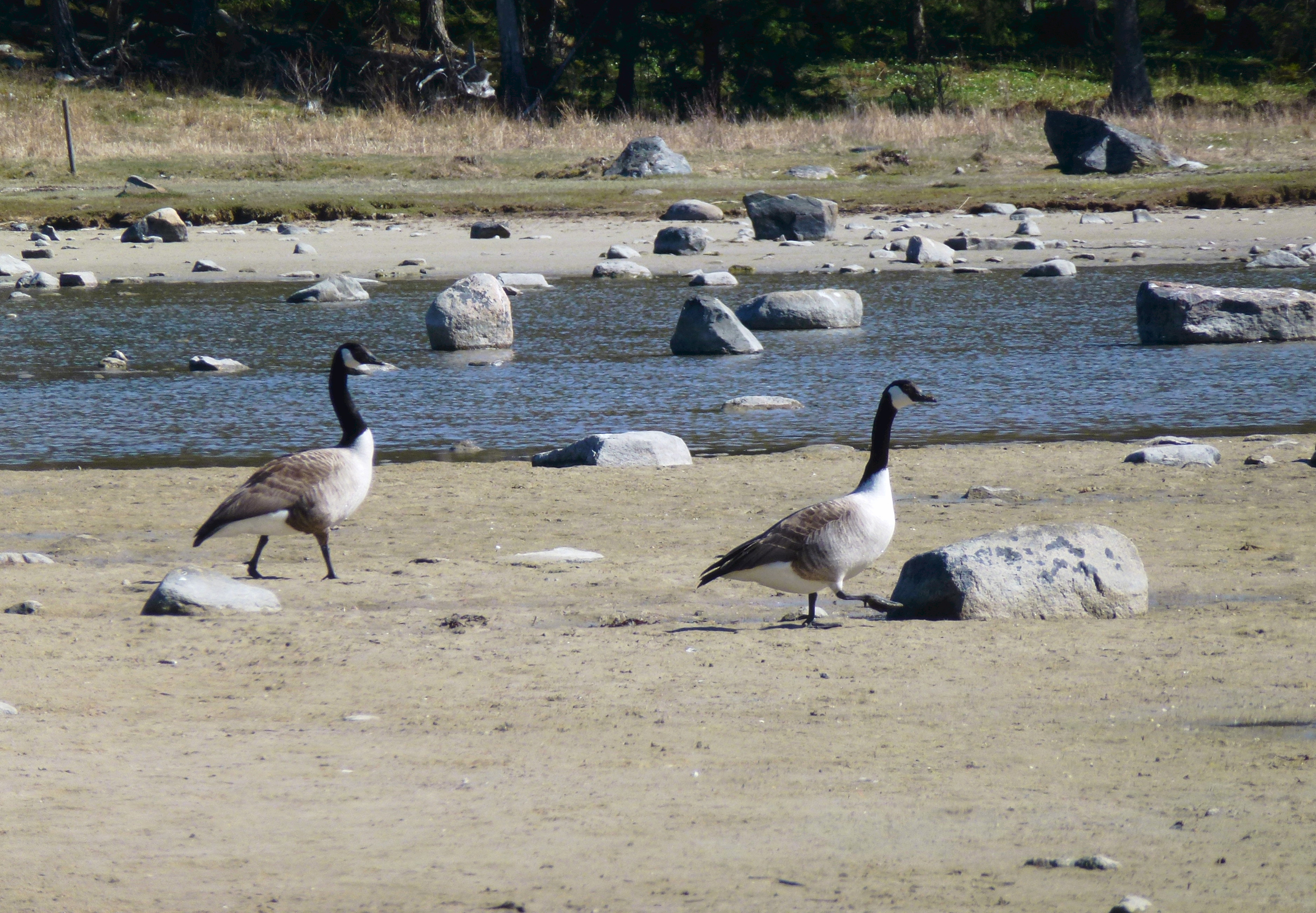